# Ranunculus polyphyllus
Ranunculus polyphyllus là một loài thực vật có hoa trong họ Mao lương. Loài này được Waldst. & Kit. ex Willd. miêu tả khoa học đầu tiên năm 1799.